# شهاب محمد
شهاب محمد هو لاعب كرة قدم مصري في مركز الدفاع، ولد في 10 مارس 1989 في القاهرة في مصر. لعب مع نادي غزل المحلة.

## وصلات خارجية
- شهاب محمد على موقع قاعدة بيانات كرة القدم.إي يو (الإنجليزية)
- شهاب محمد على موقع Soccerway.com (الإنجليزية)